# Orto agrario di Padova
L'Orto agrario di Padova, fondato nel 1766 e grande circa 5.3 ettari, vanta di essere il più antico al mondo. Inizialmente situato a Santa Croce venne trasferito in seguito in zona Portello e al contrario degli altri due grandi stabilimenti scientifici dell'ateneo di Padova, ovvero l'Orto botanico e l'Osservatorio astronomico, dell'Orto agrario non rimane nessuna traccia tranne la raccolta di modellini di attrezzi agricoli conservata presso il Dipartimento Territorio e Sistemi agro-forestali dell'Università e due lapidi commemorative in zona Portello.

## Storia
L'orto venne costruito su consenso della Serenissima per necessità agricole, in particolare nel 1757 c'era stata un'epidemia dei gelsi e una epizoozia del bestiame. Venne costruito anche per fornire supporto alle lezioni e alla ricerca della facoltà agraria e per permettere all'università di Padova di competere contro gli altri atenei. Nel 1761 Pietro Arduino divenne il primo insegnante nell'Orto agrario con la cattedra ad rem agrariam e venne incaricato di “rintracciare nella città un fondo opportuno per effettuare le pratiche osservazioni ed esperienze”. 
Nel 1766 divenne il primo direttore dell'orto con sede, proposta da lui stesso, nel Borgo Santa Croce, dentro le mura di Padova, su un fondo di sette campi di proprietà di Sara de Angeli. Successivamente a varie lezioni e finanziamenti ottenuti da Arduino si accorsero che l'orto necessitava di essere ampliato e così venne più volte esteso. Nel 1770, quando l'estensione dei campi cominciò a diventare insufficiente, Arduino chiese ai Riformatori il permesso di incorporare cinque campi pubblici appartenenti al Convento delle Grazie, ottenendoli nel 1771. Volendosi concentrare sull'indirizzo sperimentale piuttosto che su quello didattico, Pietro Arduino acquistò nel 1776 dal marchese Dondi dell'Orologio un campo sul quale progettava la costruzione di un'abitazione per gli usi dell'Orto. Il progetto venne affidato a Domenico Cerato e rinviato fino all'ultimazione dei lavori sulla Specola, supervisionati da esso, in modo da poter risparmiare sui materiali utilizzando i possibili avanzi. 
L'edificio fu ultimato nel 1782. Riguardo alle attività di studio e di ricerca bisogna nominare l'affiancamento del figlio Luigi a Pietro Arduino nel 1779, ciò portò all'aumento del numero dei lavoratori addetti ai campi sperimentali da due a quattro. Sappiamo dal catalogo pubblicato dopo la morte di Luigi Arduino nel 1807 che il numero totale delle specie e delle varietà di piante presenti all'interno dell'orto erano 645. Successivamente a Pietro il direttore diventò il figlio Luigi Arduino e grazie all'annessione del Regno d'Italia la ricerca venne favorita. Successivamente, con il ritorno del Veneto sotto il dominio austriaco, la ricerca dell'orto fu definita troppo costosa, per questo venne relegato al solo ruolo didattico. 
Alla famiglia Arduini venne dedicato il nome di un genere della famiglia delle Apocynaceae e la specie “Teucrium Arduini” dal grande botanico svedese Carlo Linneo, noto per la classificazione sistematica. Negli anni seguenti venne ridotto di estensione fino al 1870 quando fu destituita la cattedra di agraria. Il sito nel Borgo di Santa Croce divenne in parte un quartiere residenziale e la nuova sede dell'orto si spostò in zona Portello sotto la direzione di Leopoldo di Muro. Egidio Meneghetti nel 1946 riuscì a ottenere il permesso per il riavvio dei corsi di agraria. La facoltà ottenne degli edifici abbandonati per svolgere le lezioni, tra questi c'era anche l'orto agrario. Dal 1946 il direttore divenne Guido Ferro, che successivamente venne promosso come rettore dell'università di Padova. La nuova sede fu inaugurata il 18 maggio 1951. Ben presto però l'orto risultò essere troppo piccolo per tutte le sue attività così la facoltà venne quindi trasferita a Legnaro nel 1996.

## Funzioni
L'Orto agrario, istituito nel 1766, nasce per le ricerche economico-produttive sulle piante coltivate della prima Cattedra di Agricoltura istituita all'Ateneo padovano e per questo chiamato i “Campi della pubblica scuola di agricoltura”, nel 1789 divenne così famoso che il noto agronomo inglese Arthur Young lo venne a visitare durante il suo viaggio in Italia.
Quando la direzione dell'orto passò ad Luigi Arduino l'attività di ricerca dell'orto si impegnò principalmente nel campo della tintoria, che all'epoca si basava sull'utilizzo di piante esotiche e sulla possibilità di sostituire lo zucchero di canna con quello di Olco di Cafreria oppure con quello di barbabietola.